# René de Maulde-La Clavière
René de Maulde-La Clavière, né le 18 août 1848 à Nibelle (Loiret) et mort le 30 mai 1902 dans le 7e arrondissement de Paris, est un historien français, fondateur de la Société d'histoire diplomatique.

## Biographie

### Famille
La famille de Maulde-La Clavière est une famille française subsistante d’ancienne bourgeoisie, originaire de l'Angoumois. 
Cette famille de Maulde est la seule subsistante. Issue de Médard de Maulde, argentier des La Rochefoucauld, elle possédait au XVIIIe siècle la terre de La Clavière, dont elle a conservé le nom, et portait, sous l'Ancien Régime, des qualifications bourgeoises.

### Carrière
Élève à l'École des chartes, René de Maulde-La Clavière est chef de cabinet des préfets du Vaucluse et de l'Allier, avant d'exercer successivement les fonctions de sous-préfet de Bonneville, des Sables-d'Olonne, de Tournon et de Bernay.
Il est lauréat du grand prix Gobert en 1884.
Il fonde la Société d'histoire diplomatique, dont il est le secrétaire général jusqu'en 1899. Il est également le principal organisateur du Congrès international d'histoire diplomatique qui se tient à La Haye en septembre 1898.
Il est membre de la Société des amis des monuments parisiens.

## Publications
Liste non-exhaustive.
- René de Maulde-La Clavière, Jeanne de France, duchesse d'Orléans et de Berry (1464-1505) : d'après des documents inédits recueillis par l'auteur avec la collaboration de MM. Sorin et de La Guère, Paris, Honoré Champion, 1883, XII-486 p. (présentation en ligne, lire en ligne).
- Louise de Savoie et François premier, trente ans de jeunesse, Perrin et cie, éditeurs.
- René de Maulde-La Clavière, Histoire de Louis XII : 1re partie : Louis d'Orléans, t. 1, Paris, Ernest Leroux, 1889, 396 p. (présentation en ligne, lire en ligne).
- René de Maulde-La Clavière, Histoire de Louis XII : 1re partie : Louis d'Orléans, t. 2, Paris, Ernest Leroux, 1890, 326 p. (lire en ligne).
- René de Maulde-La Clavière, Histoire de Louis XII : 1re partie : Louis d'Orléans, t. 3, Paris, Ernest Leroux, 1891, 440 p. (lire en ligne).
- René de Maulde-La Clavière, Coutumes et règlements de la République d'Avignon au XIIIe s., L. Larose, 1879, 358 p.